# Karşıyaka Spor Kulübü 2018-2019
Questa voce raccoglie le informazioni riguardanti il Karşıyaka Spor Kulübü nelle competizioni ufficiali della stagione 2018-2019.

## Stagione
La stagione 2018-2019 del Karşıyaka Spor Kulübü è la 47ª nel massimo campionato turco di pallacanestro, la Basketbol Süper Ligi.
All'inizio della nuova stagione la Federazione decise di modificare il regolamento riguardo al numero di giocatori stranieri consentiti per ogni squadra che così venne ridotto a cinque.

## Roster
Aggiornato al 9 novembre 2024.
| Pınar Karşıyaka 2018-19 | Pınar Karşıyaka 2018-19 |
| Giocatori               | Staff tecnico           |
| ----------------------- | ----------------------- |

| N. | Naz.                   | Ruolo | Nome               | Anno | Alt.   | Peso   |  |
| -- | ---------------------- | ----- | ------------------ | ---- | ------ | ------ |  |
| 1  | Stati Uniti (bandiera) | P     | Erving Walker      | 1990 | 173 cm | 80 kg  |  |
| 3  | Stati Uniti (bandiera) | AP    | Kameron Chatman    | 1996 | 206 cm | 102 kg |  |
| 4  | Turchia (bandiera)     | P     | Arca Tülüoğlu      | 1997 | 180 cm |        |  |
| 5  | Turchia (bandiera)     | P     | Berk Uğurlu        | 1996 | 192 cm | 87 kg  |  |
| 8  | Turchia (bandiera)     | AG    | Berke Aygündüz     | 1998 | 196 cm |        |  |
| 9  | Turchia (bandiera)     | C     | Egemen Güven       | 1996 | 209 cm | 100 kg |  |
| 11 | Turchia (bandiera)     | AP    | Erdi Gülaslan (C)  | 1994 | 202 cm | 93 kg  |  |
| 12 | Turchia (bandiera)     | G     | Birkan Batuk       | 1990 | 196 cm | 87 kg  |  |
| 13 | Lituania (bandiera)    | AP    | Deividas Gailius   | 1988 | 200 cm | 94 kg  |  |
| 14 | Turchia (bandiera)     | AG    | İlkan Karaman      | 1990 | 205 cm | 105 kg |  |
| 15 | Turchia (bandiera)     | G     | Tayfun Erülkü      | 1994 | 192 cm | 88 kg  |  |
| 21 | Turchia (bandiera)     | AG    | Çağatay Özkan      | 2001 |        |        |  |
| 22 | Stati Uniti (bandiera) | PG    | Sek Henry          | 1987 | 193 cm | 91 kg  |  |
| 23 | Stati Uniti (bandiera) | A     | Chris Evans        | 1991 | 203 cm | 100 kg |  |
| 33 | Turchia (bandiera)     | AC    | İnanç Mert Hotamış | 2001 |        |        |  |
| 48 | Turchia (bandiera)     | C     | Görkem Doğan       | 1998 | 208 cm | 104 kg |  |
| 50 | Egitto (bandiera)      | C     | Assem Marei        | 1992 | 206 cm | 113 kg |  |

| Allenatore                                                                        |
| - Özhan Çıvgın (fino al 12 febbraio) - Dirk Bauermann (dal 21 febbraio)           |
| Assistente/i                                                                      |
| - Sinan Aksoylar - İnanç Koç Legenda - (C) Capitano - (IN) Inattivo - Infortunato |

## Mercato

### Sessione estiva
| Acquisti | Acquisti         | Acquisti        | Acquisti   | Acquisti |
| R.a      | Nome             | da              | Modalità   |          |
| -------- | ---------------- | --------------- | ---------- | -------- |
| P        | Arca Tülüoğlu    | Konyaspor       | definitivo |          |
| P        | Erving Walker    | T. Büyükçekmece | definitivo |          |
| PG       | Sek Henry        | Maccabi Ashdod  | definitivo |          |
| G        | Tayfun Erülkü    | Uşak Sportif    | definitivo |          |
| AP       | Deividas Gailius | S.P. Burgos     | definitivo |          |
| A        | Kameron Chatman  | Detroit Titans  | definitivo |          |
| AG       | İlkan Karaman    | T. Büyükçekmece | definitivo |          |
| C        | Assem Marei      | Bayreuth        | definitivo |          |

| Cessioni | Cessioni       | Cessioni            | Cessioni       | Cessioni |
| R.       | Nome           | a                   | Modalità       |          |
| -------- | -------------- | ------------------- | -------------- | -------- |
| P        | Alp Karahan    | Sakarya             | fine contratto |          |
| P        | Dominic Waters | Nanterre 92         | fine contratto |          |
| G        | Bryon Allen    | Brescia             | fine contratto |          |
| G        | Scott Wood     | BCM Gravelines      | fine contratto |          |
| AP       | D.J. Kennedy   | Melbourne United    | fine contratto |          |
| AG       | Mert Celep     | Selçuklu Belediyesi | fine contratto |          |
| AG       | Jarrod Jones   | Monaco              | fine contratto |          |
| AG       | Metin Türen    | Türk Telekom        | fine contratto |          |
| C        | Marko Banić    | Free agent          | fine contratto |          |

### Dopo l'inizio della stagione
| Acquisti | Acquisti     | Acquisti     | Acquisti        | Acquisti   |
| R.       | Nome         | da           | Data            | Modalità   |
| -------- | ------------ | ------------ | --------------- | ---------- |
| G        | Birkan Batuk | Anadolu Efes | 3 gennaio 2019  | prestito   |
| A        | Chris Evans  | Free agent   | 10 gennaio 2019 | definitivo |

| Cessioni | Cessioni         | Cessioni         | Cessioni        | Cessioni    |
| R.       | Nome             | a                | Data            | Modalità    |
| -------- | ---------------- | ---------------- | --------------- | ----------- |
| AP       | Deividas Gailius | Free agent       | 4 gennaio 2019  | rescissione |
| P        | Arca Tülüoğlu    | Socar Petkimspor | 15 gennaio 2019 | prestito    |
| A        | Kameron Chatman  | Free agent       | 31 gennaio 2019 | rescissione |